# Маццола, Алессандро (1969)
Алессандро Маццола (итал. Alessandro Mazzola; род. 15 июня 1969 года в Варезе, Италия) — итальянский футболист и футбольный менеджер. С 2010 года является начальником команды в «Вероне».

## Биография
Алессандро дебютировал в футболе в сезоне 1985/86, отыграв 1 матч за «Про Патрию» в Серии C2. В 1986 году он перебрался в «Торино», выступавший в Серии А, однако за год не провёл ни одной игры в его составе. В следующем году Алессандро вернулся в родной город и начал играть за «Варезе». Там он и сложился как футболист, сыграв 133 матча Серии C1 и Серии C2 за 5 сезонов. В 1992—1994 годах Алессандро играл за «Катандзаро» в Серии С2. Оттуда полузащитник ушёл в «Реджану», где состоялся его дебют в Серии А: 27 ноября 1994 года он заменил Массимилиано Эспозито на 83-й минуте матча против «Кальяри». Всего в сезоне 1994/95 Алессандро провёл 13 игр в высшей итальянской лиге. По его итогам «Реджана» понизилась в классе. Игрок остался в команде и не только помог ей вернуться в элиту, но и отыграл за неё ещё один сезон после повышения.
В 1997—2000 годах полузащитник защищал цвета «Пьяченцы». За этот клуб он забил единственный первый гол в Серии А, поразив ворота «Эмполи» 18 апреля 1999 года. В 2000 году Алессандро перебрался в «Верону». За «скалигеров» он отыграл 7 сезонов, не бросив клуб после вылета и стагнации в Серии B. Более того, с каждым годом игра возрастного полузащитника становилась всё лучше, как хорошее вино. Алессандро был примером для своих партнёров по команде, поражая своим профессионализмом и серьёзным отношением даже к рядовым играм. По итогам сезона 2006/07 «Верона» вылетела в Серию C, а Алессандро всё-таки решился сменить клубную прописку. Его новой командой стал швейцарский «Лугано», за который он провёл 23 встречи в Челлендж-лиге сезона 2007/08. В 2009 году Алессандро вернулся на родину, став игроком «Домельяры» из Серии D, где и закончил карьеру игрока в конце сезона 2009/10.
В 2010 году Алессандро занял должность начальника команды в своём бывшем клубе «Верона». В этом качестве он трижды помог «скалигерам» вернуться в высшую итальянскую лигу, проработав более, чем с сотней футболистов.